# Johanne Schmidt-Nielsen

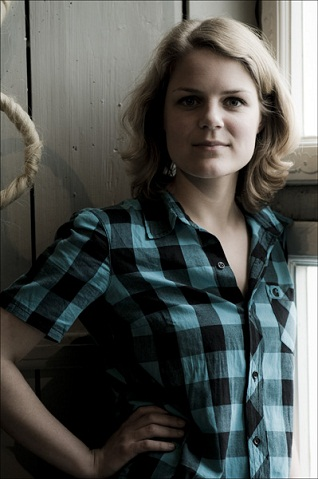
Johanne Schmidt-Nielsen (Mai 2011)

Johanne Schmidt-Nielsen (* 22. Februar 1984 in Odense) ist eine dänische Politikerin der rot-grünen Enhedsliste. Sie ist seit 2009 politische Sprecherin und seit der Folketingswahl 2011 Sprecherin ihrer Fraktion für Gleichstellung, Integration, Staatsbürgerschaftsrecht und Asyl.

## Leben
Johanne Schmidt-Nielsen wuchs in Skalbjerg auf Fünen auf, besuchte das Gymnasium Katedralskolen in Odense und zog nach der Hochschulreife 2002 nach Kopenhagen. Von 2002 bis 2003 war sie stellvertretende Vorsitzende des dänischen Gymnasiastenverbandes. 
Zwischen 2004 und 2007 absolvierte sie ein sozialwissenschaftliches Bachelor-Studium an der Universität Roskilde (RUC). Anschließend arbeitete sie kurzzeitig als Kindergartenhelferin in Frederiksberg. Dort wurde sie zur Betriebsrätin gewählt und später zur Betriebsrätin für alle pädagogischen Hilfskräfte in der Kommune Frederiksberg.

## Werdegang als Politikerin
Auf dem Parteitag der Enhedsliste 2006 wurde Johanne Schmidt-Nielsen mit dem besten persönlichen Wahlergebnis in den Parteivorstand gewählt. 2007 zog sie als Abgeordnete in das Folketing ein. Bei den Wahlen konnte sie landesweit unter allen Kandidaten die zweitmeisten persönlichen Stimmen auf sich vereinen. Nur der spätere Regierungschef Lars Løkke Rasmussen erhielt mehr Stimmen. 2009 wurde sie zur ersten Parteisprecherin in der Geschichte der Enhedsliste ernannt, die bis dato keine dezidierten Führungspersönlichkeiten akzeptieren wollte.
Johanne Schmidt-Nielsen trat im Wahlkampf 2011 als Identifikationsfigur der Partei auf und konnte in Umfragen hohe persönliche Sympathiewerte auch unter Wählern anderer Parteien verbuchen. Während die etablierte Linkspartei in Dänemark, die Socialistisk Folkeparti, mit 9,2 Prozent Stimmenanteil deutlich hinter den eigenen Erwartungen zurückblieb, erreichte Enhedslisten mit Schmidt-Nielsen als Wahlkampfgesicht ein neues Rekordergebnis und kam auf 6,7 Prozent der Wählerstimmen.

## Politische Haltung
Schmidt-Nielsen hat sich neben ihrem Engagement in Gewerkschaft, Partei und Parlament auch wiederholt als politische Aktivistin betätigt. So nahm sie an den G8-Gipfeltreffen-Protesten in Prag, Brüssel, Göteborg und Rostock teil. 2006 nahm sie an einer medienwirksamen Protestaktion gegen den Abbau des Sozialstaates teil, bei der auf die Stufen des Finanzministeriums 200 Kilogramm Nudeln und 40 Liter Ketchup verteilt wurden.
2007 zeigte Schmidt-Nielsen das Männermagazin "Super" wegen Kuppelei an, weil das Blatt in einem Preisausschreiben ein Treffen mit einer Prostituierten verloste. Nachdem der Aller-Verlag das Gewinnspiel absetzte, zog die Politikerin ihre Anzeige zurück.
Zudem nahm Schmidt-Nielsen an Aufmerksamkeit erregenden Protestaktionen u. a. gegen die Teilnahme Dänemarks am Zweiten Irakkrieg, gegen die Ungleichbehandlung von Frauen und gegen die Diskriminierung von Homosexuellen in Kopenhagen teil. Sie setzt sich darüber hinaus für eine Reform des Urheberrechts ein, wofür sie von der dänischen Piratenbewegung Unterstützung erhielt. 

### Ausländerpolitik
Schmidt-Nielsen profilierte sich politisch vor allem auf dem Gebiet der Ausländerpolitik. 2009 deckte sie auf, dass die damalige Integrationsministerin Birthe Rønn Hornbech zentrale Punkte der Abschiebevereinbarung zwischen Dänemark und dem Irak geheim gehalten hatte. 2011 trug sie maßgeblich zur Entlassung der Ministerin bei, indem sie diese bzw. deren Mitarbeiter in zahlreichen Anfragen zu dem Eingeständnis drängte, dass ihr Ministerium einer Gruppe junger, in Dänemark geborener, staatenloser Palästinenser gesetzwidrig eine Einbürgerung in Dänemark verwehrt hatte.
Ende August 2016 versuchte Schmidt-Nielsen als Teil einer Delegation der dänischen Regierung nach Nauru zu reisen, um das Nauru Detention Centre zu besuchen. Ihr und anderen Teilnehmern wurde kein Visum erteilt, worauf die gesamte Delegation ihren Besuch absagte.